# Сиган (Далянь)
Сига́н (кит. упр. 西岗, пиньинь Xīgǎng) — район городского подчинения города субпровинциального значения Далянь (КНР), один из «внутригородских четырёх районов». Здесь находится политический и деловой центр Даляня. Название района означает «Западнее Ган», так как он расположен западнее возвышенности Шаньган (山岗).

## История
После окончания Второй мировой войны новые власти изменили административное деление Даляня, сведя в ноябре 1945 года ранее существовавшие 123 мелких района в 12 крупных районов, одним из которых стал район Сиган.

## Административное деление
Район Сиган делится на 7 уличных комитетов.

## Соседние административные единицы
Восточнее Сигана расположен район Чжуншань, западнее — район Шахэкоу.